# Hento-Matin järvi
Hento-Matin järvi är en sjö i Finland. Den ligger i kommunen Enare i landskapet Lappland, i den norra delen av landet, 1 000 km norr om huvudstaden Helsingfors. Hento-Matin järvi ligger 157,9 meter över havet. Arean är 54,5 hektar och strandlinjen är 9,21 kilometer lång. Sjön  ingår i Pasvik älvs huvudavrinningsområde. 